# Kongwan (köpinghuvudort i Kina, Hubei Sheng, lat 31,57, long 112,27)
Kongwan är en köpinghuvudort i Kina. Den ligger i provinsen Hubei, i den centrala delen av landet, omkring 220 kilometer nordväst om provinshuvudstaden Wuhan. Antalet invånare är 19 514. Befolkningen består av 9 710 kvinnor och 9 804 män. Barn under 15 år utgör 14,0 %, vuxna 15-64 år 75 %, och äldre över 65 år 10,0 %.
Runt Kongwan är det ganska tätbefolkat, med 230 invånare per kvadratkilometer. Närmaste större samhälle är Zhengji, 9,2 km norr om Kongwan. Trakten runt Kongwan består till största delen av jordbruksmark.
Genomsnittlig årsnederbörd är 1 060 millimeter. Den regnigaste månaden är augusti, med i genomsnitt 176 mm nederbörd, och den torraste är december, med 19 mm nederbörd.